# Südpazifische Zyklonsaison 2013–2014
Die Südpazifische Zyklonsaison 2013–2014 war der Zeitraum der Jahre 2013 und 2014, in dem sich im Südpazifik östlich von 160° östlicher Länge die meisten tropischen Wirbelstürme bildeten. Die Saison startete offiziell am 1. November 2013 und endete am 30. April 2014. In dieser Saison werden jedoch alle tropischen Wirbelstürme genannt, die sich zwischen dem 1. Juli 2013 und dem 30. Juni 2014 bilden.
Innerhalb des südpazifischen Beckens werden tropische Zyklone vom Regional Specialized Meteorological Centre (RSMC) überwacht, mit dessen Aufgaben der Fiji Meteorological Service in Nadi, Fidschi und durch ein Tropical Cyclone Warning Center (TCWC) in Wellington, das Meteorological Service of New Zealand betreibt. Das RSMC Nadi vergibt für alle Systeme, die innerhalb des Südpazifiks entstehen oder in dieses Gebiet ziehen, eine Bezeichnung, die aus dem Buchstaben F und einer laufenden zweistelligen Nummer besteht. Das Joint Typhoon Warning Center (JTWC) der Vereinigten Staaten gibt im Südpazifik inoffizielle Sturmwarnungen aus; dabei werden Stürme mit dem Buchstaben P und einer zweistelligen Zahl identifiziert. Die Sturmwarnungen des JTWC richten sich primär an militärische Einrichtungen der Vereinigten Staaten. Das RSMC Nadi und das TCWC Wellington wenden die australische Skala an, der andauernde zehnminütige Windgeschwindigkeiten zugrunde liegen, während das JTWC einminütige Windgeschwindigkeiten und die Saffir-Simpson-Hurrikan-Windskala verwendet.

## Stürme

### Tropische Störung 01F
Früh am 19. Oktober meldete das RSMC Nadi, dass sich in einem Gebiet von leichter vertikaler Windscherung etwa 800 km südöstlich von Honiara, Salomonen die erste tropische Störung der Saison gebildet hat. Das System zog im Laufe des Tages nach Nordwesten und löste sich am Vormittag des folgenden Tages nördlich von Vanuatu auf.

### Tropische Depression 02F
Am 19. Oktober begann das RSMC Nadi mit der Beobachtung der zweiten tropischen Störung der Saison, die sich 1550 km nordöstlich von Suva, Fidschi befand.

### Tropische Depression 03F
Spät am 21. Oktober meldete das RSMC Nadi, dass sich etwa 265 km nordöstlich von Honiara, Salomonen eine tropische Depression gebildet hat. Bereits am folgenden Tag schwächte sich das System stark ab und das RSMC Nadi veröffentlichte die letzte Warnung.

### Tropische Depression 04F
Am 25. Oktober meldete das RSMC Nadi, dass sich etwa 330 km südöstlich von Honiara, Salomonen eine tropische Depression gebildet hat. Im Laufe des nächsten Tages beeinflusste das System das Wetter auf den Salomonen, bevor das RSMC Nadi am 27. Oktober die letzte Warnung zu der Depression herausgab.

### Tropische Depression 05F
Früh am 9. Dezember bildete sich etwa 300 km westsüdwestlich von Rotuma Island eine tropische Störung. Im Laufe des folgenden Tages organisierte diese sich immer mehr und wurde am 11. Dezember zu einer tropischen Depression aktualisiert.

### Tropische Störung 06F
Spät am 23. Dezember meldete das RSMC Nadi die Bildung einer tropischen Störung, die sich nordöstlich der Santa-Cruz-Inseln befand.

### Schwerer Tropischer Zyklon Ian
Am Abend des 2. Januar bildete sich zwischen Wallis und Futuna und Samoa eine tropische Störung. Zwei Tage später intensivierte sich diese in eine tropische Depression, als sie Richtung Süden zog. Spät am 5. Januar stufte das RSMC Nadi das System zu einem tropischen Zyklon herauf, der den Namen Ian erhielt. Zum selben Zeitpunkt begann auch das Joint Typhoon Warning Center (JTWC) das Tiefdruckgebiet zu beobachten und aktualisierte es zu einem tropischen Sturm, der die Identifikation 07P erhielt. Nach längerer Zeit als ein Kategorie-1-Zyklon aktualisierte das RSMC Nadi Ian um Mitternacht am 8. Januar schließlich zu einem Zyklon der Kategorie 2. Der Sturm intensivierte sich rasch weiter und verstärkte sich am Abend desselben Tages in einen Schweren tropischen Zyklon der Kategorie 3. Früh am 9. Januar erreichte Ian den Status als ein Kategorie-4-Zyklon. Zwischenzeitlich schwächte sich der Sturm in einen Zyklon der Kategorie 3 ab, konnte sich aber wieder in einen Kategorie-4-Zyklon verstärken. Am Mittag des 10. Januar intensivierte sich Ian sogar in einen Zyklon der höchsten Kategorie 5. Nach nur sechs Stunden schwächte sich der Sturm jedoch wieder in einen Zyklon der zweithöchsten Kategorie ab. Früh am 11. Januar stellte das RSMC Nadi allerdings fest, dass sich Ian reintensiviert hat und stufte ihn deshalb erneut in einen Kategorie-5-Zyklon herauf. Da der Sturm jetzt immer weiter Richtung Süden zog, begann Ian früh am 12. Januar seine Abschwächungsphase und wurde vom RSMC Nadi zu einem Kategorie-4-Zyklon herabgestuft. 12 Stunden später überquerte Ian den 25. Grad südlicher Länge und zog somit in den Verantwortungsbereich des TCWC Wellington, welches meldete, dass sich der Sturm in einen Zyklon der Kategorie 3 abgeschwächt hat. Früh am 13. Januar schwächte sich Ian in einen Kategorie-2-Zyklon und weitere 12 Stunden später in einen Kategorie-1-Zyklon ab. Am Morgen des folgenden Tages gab das TCWC Wellington die letzte Warnung heraus.
Durch die Auswirkungen des Zyklons ist in Tonga mindestens ein Mensch ums Leben gekommen. Ian deckte auf dem Inselstaat zahlreiche Dächer ab und knickte unzählige Bäume um. Über Teile des Landes wurde wegen des Zyklons der Ausnahmezustand verhängt.

### Tropischer Zyklon June
Früh am 13. Januar meldete das RSMC Nadi, dass sich südöstlich von Makira, Salomonen eine tropische Störung gebildet hat. Zwei Tage später überquerte die Störung den 160. Grad östlicher Länge und befand sich nun im australischen Verantwortungsbereich. Allerdings zog das System bereits am folgenden Tag wieder in den Verantwortungsbereich des RSMC Nadi zurück. Früh am 17. Januar erreichte die Depression den Status einen tropischen Zyklons und bekam den Namen June. 12 Stunden später aktualisierte auch das Joint Typhoon Warning Center (JTWC) das System zu einem tropischen Sturm und gab diesem die Bezeichnung 10P. Am Abend desselben Tages erreichte der Sturm mit 10-minütigen Windgeschwindigkeiten von 75 km/h und einem Luftdruck von 990 hPa seinen Höhepunkt und zog wenige Stunden später über Neukaledonien hinweg. Danach schwächte sich June rasch ab und wurde spät am 18. Januar zu einer tropischen Depression herabgestuft. In der Nacht zum 19. Januar überquerte das Resttief den 25. Grad südlicher Länge und befand sich nun im Verantwortungsbereich des TCWC Wellington, wo es wenig später außertropisch wurde.
Bei Sturmböen und starken Regenfällen kam in Neukaledonien mindestens eine Person ums Leben.

### Tropische Depression 09F
Spät am 21. Januar bildete sich etwa 340 km südwestlich von Palmerston, Cookinseln eine tropische Störung. 12 Stunden später aktualisierte das RSMC Nadi das System zu einer tropischen Depression.

### Tropische Störung 10F
Am Vormittag des 22. Januar begann das RSMC Nadi eine tropische Störung zu beobachten, die sich etwa 530 km ostsüdöstlich von Taumako, Duff-Inseln gebildet hat.

### Tropische Störung 11F
Früh am 29. Januar meldete das RSMC Nadi, dass sich eine tropische Störung wenige Kilometer südwestlich von Sigatoka, Fidschi gebildet hat. Bereits am Abend desselben Tages zog das System in den Verantwortungsbereich des TCWC Wellington.

### Tropischer Zyklon Edna
Früh am 4. Februar überquerte das Resttief des im australischen Verantwortungsbereich entstandenen tropischen Zyklons Edna den 160. Grad östlicher Länge und befand sich nun im Südpazifik, wo es sich rasch verstärken konnte und vom RSMC Nadi wieder zu einem tropischen Zyklon aktualisiert wurde. Neun Stunden später begann auch das Joint Typhoon Warning Center (JTWC) das System zu beobachten und klassifizierte es als tropischen Sturm, der die Identifikation 12P bekam. In der Nacht zum 5. Februar aktualisierte das RSMC Nadi Edna zu einem Kategorie-2-Zyklon, der Windgeschwindigkeiten von 95 km/h und einen Luftdruck von 985 hPa besaß. Am Nachmittag des folgenden Tages schwächte sich der Sturm in einen Zyklon der Kategorie 1 ab und zog zur selben Zeit in den Verantwortungsbereich des TCWC Wellington, sodass das RSMC Nadi die letzte Warnung veröffentlichte.

### Tropische Störung 13F
Die dreizehnte tropische Störung bildete sich am 16. Februar nordnordwestlich von Vanuatu. Aufgrund unvorteilhafter Bedingungen entwickelte sich das System nicht weiter, sondern löste sich am Morgen des 19. Februar in der Nachbarschaft zu einem subtropischen Rücken auf.

### Tropische Depression 14F
Am Abend des 23. Februar begann das RSMC Nadi mit der Beobachtung einer tropischen Störung, die sich etwa 45 km nordnordwestlich von Maéwo, Vanuatu befand. Am folgenden Tag intensivierte sich diese in eine tropische Depression. Allerdings gab das RSMC Nadi nur neun Stunden später die letzte Warnung zu dem System heraus, weil es sich mit einer anderen tropischen Depression zusammengeschlossen hat und seitdem nicht mehr als eigenständiges Tiefdruckgebiet geführt wurde.

### Tropischer Zyklon Kofi
Am 24. Februar meldete das RSMC Nadi, dass sich etwa 265 km westlich von Nadi, Fidschi eine tropische Depression gebildet hat. Im Verlauf der nächsten vier Tage überquerte das System die Fidschi-Inseln und wurde erst am 1. März zu einem tropischen Zyklon aktualisiert, der den Namen Kofi erhielt. Bereits einen Tag zuvor begann auch das Joint Typhoon Warning Center (JTWC) den Sturm zu beobachten und gab diesem die Bezeichnung 16P. Der Zyklon zog nach Südosten und erreichte am 2. März Windgeschwindigkeiten von rund 85 km/h und einen Luftdruck von 985 hPa, bevor er wenig später den 25. Grad südlicher Länge überquerte und sich nun im Verantwortungsbereich des TCWC Wellington befand, welches seine erste Warnung früh am folgenden Tag herausgab und Kofi gleichzeitig zu einem Kategorie-2-Zyklon heraufstufte. Sechs Stunden später erreichte der Sturm mit andauernden Windgeschwindigkeiten von 100 km/h und einem minimalen Luftdruck von 980 hPa seinen Höhepunkt. Danach schwächte sich Kofi allerdings auch rasch wieder ab und wurde um Mitternacht am 4. März wieder zu einem Zyklon der Kategorie 1 herabgestuft. Wenig später veröffentlichte das TCWC Wellington die letzte Warnung zu dem Sturm.

### Tropische Störung 16F
Spät am 26. Februar begann das RSMC Nadi eine weitere tropische Störung zu beobachten, die sich etwa 90 km südlich der Indispensable Reefs befand. Bereits 12 Stunden später überquerte das System den 160. Grad östlicher Länge und befand sich nun im Verantwortungsbereich des TCWC Brisbane.

### Tropische Störung 17F
Am Abend des 6. März begann das RSMC Nadi mit der Beobachtung einer tropischen Störung, die sich etwa 90 km nordnordöstlich von Port Vila, Vanuatu befand.

### Schwerer Tropischer Zyklon Lusi
Früh am 7. März meldete das RSMC Nadi, dass sich etwa 540 km westnordwestlich von Nadi, Fidschi eine weitere tropische Störung gebildet hat. Zwei Tage später intensivierte sie sich in eine tropische Depression, als sie sich über Vanuatu befand. Am selben Tag stufte das Joint Typhoon Warning Center (JTWC) das System zu einem tropischen Sturm herauf, der die Bezeichnung 18P erhielt. In der Nacht zum 10. März erkannte das RSMC Nadi, dass sich das Tiefdruckgebiet weiter verstärkt hat und aktualisierte es deshalb zu einem tropischen Zyklon und gab diesem den Namen Lusi. Der Sturm erreichte einen Tag später die Intensität eines Kategorie-2-Zyklons. Nach Südosten ziehend, verstärkte sich Lusi rasch weiter, sodass das RSMC Nadi den Sturm am 12. März zu einem Schweren tropischen Zyklon der Kategorie 3 aktualisierte. Zum selben Zeitpunkt stufte das JTWC das System zu einem Kategorie-1-Zyklon herauf. In der Nacht zum 13. März erreichte Lusi mit andauernden 10-minütigen Windgeschwindigkeiten von rund 150 km/h und einem minimalen Luftdruck von 960 hPa seinen Höhepunkt. 12 Stunden später überquerte der Zyklon den 25. Grad südlicher Länge und zog somit in den Verantwortungsbereich des TCWC Wellington. Am selben Abend wurde die letzte Warnung zu dem System herausgegeben, als er vom TCWC Wellington für außertropisch erklärt wurde.
In Vanuatu sorgten starke Regenfälle und Orkanböen für Überflutungen, bei denen drei Menschen ums Leben kamen.

### Tropischer Zyklon Mike
Am Morgen des 12. März begann das RSMC Nadi eine tropische Störung zu beobachten, die sich etwa 255 km ostsüdöstlich von Pago Pago, Amerikanisch-Samoa befand. Rund 5 Tage später verstärkte sich das System in eine tropische Depression. Früh am 19. März stuften sowohl das RSMC Nadi als auch das Joint Typhoon Warning Center (JTWC) das Tiefdruckgebiet zu einem tropischen Zyklon herauf, der den Namen Mike und die Identifikation 20P erhielt. Bereits am Morgen des nächsten Tages wurde die letzte Warnung zu Mike herausgegeben, als der Sturm außertropisch wurde.

### Tropische Störung 20F
Am Abend des 12. März klassifizierte das RSMC Nadi das Resttief des ehemaligen tropischen Zyklons Hadi als eine tropische Störung, als diese sich etwa 515 km südöstlich von Honiara, Salomonen befand.

### Tropische Depression 21F
Spät am 17. März begann das RSMC Nadi mit der Beobachtung einer tropischen Störung, die sich etwa 210 km nordnordwestlich von Aitutaki, Cookinseln gebildet hat. Neun Stunden später intensivierte sich das System in eine tropische Depression. In der Nacht zum 19. März gab das RSMC Nadi die letzte Warnung zu dem Tiefdruckgebiet heraus.

## Sturmnamen
Wenn innerhalb des Südpazifiks eine tropische Depression sich soweit verstärkt hat, dass die andauernden zehnminütigen Windgeschwindigkeiten mindestens 65 km/h betragen und diese Windgeschwindigkeiten das Zentrum mindestens zur Hälfte umgeben, werden diesen Stürmen Namen gegeben. Intensivieren sich diese Stürme zwischen dem Äquator und 25° S und dabei zwischen 160° O und 120° W, so werden diese vom Regional Specialized Meteorological Center in Nadi (RSMC Nadi) benannt. Intensiviert sich das System südlich von 25° S, so vergibt den Namen in Absprache mit dem RSMC Nadi das Tropical Cyclone Warning Center (TCWC Wellington) in Wellington, Neuseeland. Systeme, die aus dem Südpazifik in die australische Region wechseln oder von dort herüberziehen, behalten ihren ursprünglichen Namen. Die folgenden Namen wurden für benannte Stürme benutzt:
Ian, June, Kofi, Lusi, Mike